# Яцня
Яцня (пол. Jacnia) — село в Польщі, у гміні Адамув Замойського повіту Люблінського воєводства. Населення — 531 особа (2011).

## Історія
За даними етнографічної експедиції 1869—1870 років під керівництвом Павла Чубинського, у селі переважно проживали польськомовні римо-католики, меншою мірою — греко-католики, які також розмовляли польською.
У 1975—1998 роках село належало до Замойського воєводства.

## Демографія
Демографічна структура станом на 31 березня 2011 року:
|          | Загалом | Допрацездатний вік | Працездатний вік | Постпрацездатний вік |
| -------- | ------- | ------------------ | ---------------- | -------------------- |
| Чоловіки | 268     | 47                 | 201              | 20                   |
| Жінки    | 263     | 52                 | 151              | 60                   |
| Разом    | 531     | 99                 | 352              | 80                   |